# Savage (canção de Aespa)
"Savage" é uma canção gravada pelo girl group sul-coreano Aespa para seu primeiro extended play (EP) de mesmo nome. Foi lançada como single em 5 de outubro de 2021, pela SM Entertainment. Descrita como uma "faixa-título hyperpop-tingida", a canção foi escrita por Yoo Young-jin, que também compôs junto com Kirsten Collins, Jia Lih e Hautboi Rich, e eventualmente lidou com o arranjo ao lado de Lih. Ela também continua a história anterior do grupo em "Next Level", com as integrantes e suas avatares correspondentes confrontando sua vilã Black Mamba no universo fictício Kwangya.
Após seu lançamento, "Savage" recebeu críticas positivas dos críticos de música por seus "refrões e ganchos viciantes", comparando a canção com o trabalho da falecida musicista e produtora musical escocesa Sophie. Também alcançou sucesso comercial, tornando-se a segunda entrada no top cinco do grupo na doméstica Gaon Digital Chart, bem como sua primeira entrada no top 40 na Billboard Global 200.
O videoclipe que acompanha, dirigido por 725 (SL8 Visual Lab), estreou simultaneamente com o lançamento do single. Com uma atmosfera sombria e futurista, o vídeo mostra o grupo se preparando para lutar contra a Black Mamba em Kwangya. Após o lançamento de Savage, Aespa promoveu a canção com apresentações ao vivo em vários programas musicais sul-coreanos e acumulou oito vitórias em programas.

## Antecedentes e lançamento
Em 13 de setembro de 2021, a SM Entertainment anunciou que Aespa lançaria seu primeiro extended play intitulado Savage com o single principal de mesmo nome em 5 de outubro. Em 4 de outubro, o teaser do videoclipe foi lançado. A canção junto com seu videoclipe foi lançada em 5 de outubro. "Savage" foi escrita por Kirsten Collins, Jia Lih, Yoo Young-jin e Hautboi Rich. Foi projetado por Young-jin, que também foi responsável pela mixagem que ocorreu no SM BoomingSystem. "Savage" foi lançado para download digital e streaming como o single principal do EP de mesmo nome em 5 de outubro de 2021, pela SM Entertainment.

## Composição
"Savage" foi composta por Kirsten Collins, Jia Lih e Hautboi Rich, juntamente com Yoo Young-jin, que também escreveu a letra coreana da música. Em uma coletiva de imprensa online realizada para comemorar o lançamento do primeiro EP de Aespa, Karina revelou que Lee Soo-man dirigiu a parte do refrão da canção e disse que o segmento "Zu zu zu zu" da canção foi gravado por Yoo. Musicalmente, a canção é descrita como uma canção com "mistura eclética de generos, incluindo trap, dubstep e baladas intensas com "bateria e baixos" como o foco principal. A canção começa com Winter zombando, "Oh meu Deus / Você não sabe que eu sou uma selvagem?". Regina Kim, da MTV News, descreveu-a como uma "faixa-título hyperpop-tingida". Carmen Chin, da NME, destacou a música por suas batidas de hip-hop que são fundidas com os "sintetizadores hyperpop crocantes", ao mesmo tempo que mencionou o "refrão cativante" que faz uso completo de um refrão de cantar e falar. Crystal Bell da Paper mencionou a mistura hyper-pop de sintetizadores ousados, batidas de trap e ganchos de ouvido na canção. Foi composta no tom de Lá maior, com um andamento de 147 batidas por minuto. Liricamente, contém a visão de mundo de Aespa onde o grupo e seu avatar, aes, estão indo para Kwangya, com a ajuda de sua ajudante Naevis no confronto com a Black Mamba. Além disso, a canção transmite a mensagem de não permitir que ninguém ou nada os assuste.

## Recepção crítica
Carmen Chin, da NME, disse que "a instrumentação eletrônica retumbante que dá início [à música], embora reminiscente do final de Sophie, libera constantemente a potência musical que os ouvintes esperam de Aespa". Além disso, ela mencionou que a canção está "repleta de ganchos viciantes e refrões que se apoiam em uma produção em camadas magistralmente", que "aperfeiçoa ainda mais o nervosismo em que o quarteto já havia se firmado". Escrevendo para a Billboard, Starr Bowenbank descreveu a canção como "assertiva e ousada", e expandiu ainda mais que "vale uma repetição (ou duas) para capturar cada um de seus elementos intrincados". A Time nomeou a canção como uma das 10 melhores músicas de K-pop de 2021, chamando-a de faixa "explosiva" com batidas trap e instrumentação discordante. "Savage" foi eleita a melhor faixa de K-pop de 2021 em um acordo anual conduzido por escritores do webzine de música Tonplein.
| Crítico/Publicação | Lista                                         | Posição  | Ref.   |
| ------------------ | --------------------------------------------- | -------- | ------ |
| Dazed              | As melhores faixas de K-pop de 2021           | 26       | [ 19 ] |
| NME                | As 25 melhores músicas de K-pop de 2021       | 6        | [ 20 ] |
| Paper              | As 40 melhores músicas de K-pop de 2021       | 3        | [ 21 ] |
| PhilStar Life      | 21 faixas-título de K-pop que definiram 2021  | 14       | [ 22 ] |
| Time               | As melhores músicas e álbuns de K-pop de 2021 | Colocado | [ 10 ] |
| Teen Vogue         | 21 Melhores Videoclipes de K-Pop de 2021      | Colocado | [ 23 ] |
| Teen Vogue         | As 54 melhores músicas de K-pop de 2021       | Colocado | [ 24 ] |

## Desempenho comercial
Na Coreia do Sul, a canção estreou na posição 4 na Gaon Digital Chart na edição da parada datada de 3 a 9 de outubro de 2021. A canção então subiu para a posição dois durante a edição da parada de 10 a 16 de outubro de 2021. A canção também estreou na posição três no componente Download Chart, e alcançou o pico de número dois. No componente Streaming Chart, a canção estreou na posição oito e atingiu o topo na semana seguinte. Além disso, estreou em 62 na parada componente BGM. A canção também estreou na posição 37 da K-pop Hot 100 da Billboard na edição da parada datada de 16 de outubro de 2021, atingindo o pico na posição 2 por duas semanas consecutivas. No Japão, a canção estreou na posição 60 na Billboard Japan Hot 100 na edição da parada de 16 de outubro de 2021. Também estreou na posição 95 na parada Top Streaming Songs da Billboard Japan. Na Malásia, a canção estreou na posição 45 no Top 20 das Canções Internacionais e Domésticas mais Transmitidas do RIM, e alcançou a posição 14. Em Singapura, a canção estreou na posição 14 no Top Streaming Chart da RIAS na edição da parada de 8 a 14 de outubro de 2021. Também estreou na posição 15 no Top Regional Chart da RIAS na edição da parada de 1 a 7 de outubro de 2021, com pico na posição 7 na edição da parada datada de 8 a 14 de outubro de 2021.
Nos Estados Unidos, a canção estreou na posição 14 na Billboard World Digital Song Sales. Em seguida, subiu para a posição 13 na emissão da parada datada de 23 de outubro de 2021. Globalmente, a canção estreou na posição 77 na Billboard Global 200 na edição da parada datada de 16 de outubro de 2021, com pico na posição 39 na edição da parada datada de 23 de outubro de 2021. Também estreou na posição 44 na Billboard Global Excl. US na edição da parada datada de 16 de outubro de 2021, com pico na posição 24 na emissão da parada datada de 23 de outubro de 2021. A canção estreou na sexta posição na Billboard Hot Trending Songs, uma parada distribuída pelo Twitter, para ver quais cançãos são mais discutidas na plataforma.

## Videoclipe

Uma cena no videoclipe, onde Aespa é visto após derrotar a vilã olho reptiliano sentada no topo de uma estrutura hexagonal mecânica

725 (SL8 Visual Lab) dirigiu o videoclipe de "Savage". Em 8 de outubro, foi relatado que o videoclipe ultrapassou 50 milhões de visualizações. Em 23 de outubro, o videoclipe ultrapassou 100 milhões de visualizações no YouTube, tornando-se o terceiro videoclipe de Aespa a fazê-lo e o videoclipe mais rápido de Aespa a atingir a marca de 100 milhões, quebrando o recorde anterior de 32 dias, 8 horas e 30 minutos definidos por "Next Level" em maio de 2021. Em entrevista coletiva para o lançamento da canção, Winter, integrante de Aespa, observou que o grupo "prestou atenção extra para [mostrar seu] lado poderoso e forte" para o vídeo.
O videoclipe "futurista" mostra Aespa se preparando para lutar contra a Black Mamba em Kwangya. O vídeo também mostra as ae que foram infectadas pela energia negativa da Black Mamba. A figura da vilã no videoclipe é um olho reptiliano sentado no topo de uma estrutura hexagonal mecânica. Durante a ponte de "Savage", o vídeo se transforma em uma sequência de animação 2D enquanto o grupo encontra sua líder Naevis. Divyansha Dongre, da Rolling Stone India, elogiou a "temática de ficção científica com seu CGI de alto orçamento e design de cenário labiríntico polido" do videoclipe que está "criando uma experiência visualmente imersiva".

## Promoção
Após o lançamento do extended play, em 5 de outubro de 2021, Aespa realizou um evento ao vivo chamado "Synk Dive: aespa Savage Showcase" no YouTube para apresentar o extended play, incluindo "Savage" e se comunicar com seus fãs. O grupo apresentou "Savage" em dois programas musicais: M Countdown da Mnet em 14 de outubro, e Show! Music Core da MBC em 16 de outubro. O grupo também se apresentou no The Kelly Clarkson Show da NBC no dia 16 de outubro, o que faz com que pela primeira vez, elas tenham se apresentado na rede de televisão dos Estados Unidos. A canção também foi cantada em 2021 Macy's Thanksgiving Day Parade, tornando-os o primeiro girl group coreano a se apresentar no evento. Em 14 de novembro, o grupo apresentou a canção junto com "Black Mamba" e "Next Level" para o 2021 World K-pop Concert realizado pelo Ministério da Cultura, Esportes e Turismo e a Fundação Coreana para Intercâmbio Cultural Internacional no Korea International Exhibition Center (KINTEX).

## Reconhecimentos
"Savage" alcançou o primeiro lugar em vários programas musicais sul-coreanos semanais, como Inkigayo da SBS, Music Bank da KBS e Show! Music Core da MBC devido ao seu sucesso nas plataformas digitais. A canção ganhou oito prêmios em programas musicais, incluindo três vitórias não consecutivas que a levaram a receber o prêmio de "tríplice coroa" no Inkigayo.
| Cerimônia               | Ano  | Categoria                                 | Resultado | Ref.   |
| ----------------------- | ---- | ----------------------------------------- | --------- | ------ |
| Asian Pop Music Awards  | 2021 | Melhor Arranjador (Exterior)              | Venceu    | [ 62 ] |
| Asian Pop Music Awards  | 2021 | Top 20 Melhores Músicas do Ano (Exterior) | Venceu    | [ 62 ] |
| Asian Pop Music Awards  | 2021 | Melhor Performance de Dança (Exterior)    | Indicado  | [ 63 ] |
| Asian Pop Music Awards  | 2021 | Gravação do Ano (Exterior)                | Indicado  | [ 63 ] |
| Asian Pop Music Awards  | 2021 | Canção do Ano (Exterior)                  | Indicado  | [ 63 ] |
| Gaon Chart Music Awards | 2021 | Artista do Ano (Canção Digital) – Outubro | Indicado  | [ 64 ] |
| Mnet Asian Music Awards | 2021 | Melhor Compositor do Ano                  | Venceu    | [ 65 ] |

| Programa         | Data                  | Ref.   |
| ---------------- | --------------------- | ------ |
| Show Champion    | 13 de outubro de 2021 | [ 66 ] |
| Music Bank       | 15 de outubro de 2021 | [ 67 ] |
| Show! Music Core | 16 de outubro de 2021 | [ 56 ] |
| Show! Music Core | 23 de outubro de 2021 | [ 68 ] |
| Inkigayo         | 17 de outubro de 2021 | [ 69 ] |
| Inkigayo         | 24 de outubro de 2021 | [ 70 ] |
| Inkigayo         | 5 de dezembro de 2021 | [ 71 ] |
| The Show         | 26 de outubro de 2021 | [ 72 ] |

## Créditos e pessoal
Créditos adaptados das notas de encarte de Savage.
Estúdio
- SM Booming System – gravação, edição digital, projetado para mixagem e mixagem
- Sonic Korea – masterização

Pessoal
- Aespa (Karina, Giselle, Winter, Ningning) – vocais, vocais de fundo
- Yoo Young-jin – letra, composição, arranjo, gravação, direção, vocais de fundo, edição digital, engenheiro de mixagem, mixagem
- Kirsten Collins – composição, vocais de fundo
- Jia Lih – composição, arranjo
- Hautboi Rich – composição
- Jeon Hoon – masterização
- Shin Soo-min – assistente de masterização

## Desempenho nas paradas musicais
| Parada musical (2021)                               | Melhor posição |
| --------------------------------------------------- | -------------- |
| Coreia do Sul (Gaon)                                | 2              |
| Coreia do Sul (K-pop Hot 100)                       | 37             |
| Estados Unidos (Billboard World Digital Song Sales) | 14             |
| Global 200 (Billboard)                              | 77             |
| Japão (Japan Hot 100)                               | 60             |
| Malásia (RIM)                                       | 14             |
| Singapura (RIAS)                                    | 14             |

| Parada musical (2021)         | Melhor posição |
| ----------------------------- | -------------- |
| Coreia do Sul (Gaon)          | 3              |
| Coreia do Sul (K-pop Hot 100) | 3              |

| Parada musical (2021)  | Posição |
| ---------------------- | ------- |
| Coreia do Sul (Gaon)   | 84      |
| Parada musical (2022)  | Posição |
| Coreia do Sul (Circle) | 58      |

## Certificações
| Região                                                          | Certificação | Unidades certificadas/vendas |
| --------------------------------------------------------------- | ------------ | ---------------------------- |
| Coreia do Sul (KMCA)                                            | Platina      | 100,000,000†                 |
| Japão (RIAJ)                                                    | Ouro         | 50,000,000†                  |
| † Números somente de streaming com base apenas na certificação. |              |                              |

## Histórico de lançamento
| Região | Data                 | Formato                    | Gravadora  |
| ------ | -------------------- | -------------------------- | ---------- |
| Várias | 5 de outubro de 2021 | Download digital streaming | SM Dreamus |